# Zora acuminata
Zora acuminata är en spindelart som beskrevs av Zhu och Zhang 2006. Zora acuminata ingår i släktet Zora och familjen taggfotsspindlar. Inga underarter finns listade i Catalogue of Life.